# Deutsche Tourenwagen Masters 2014
Il Deutsche Tourenwagen Masters 2014 è la quindicesima edizione del Deutsche Tourenwagen Masters, da quando la serie è ripresa nel 2000.

## Team e piloti
| Costruttore   | Auto                     | Team                           | N° | Pilota                 | Gare  |
| ------------- | ------------------------ | ------------------------------ | -- | ---------------------- | ----- |
| Audi          | Audi RS5 DTM             | Audi Sport Team Phoenix        | 1  | Mike Rockenfeller      | Tutte |
| Audi          | Audi RS5 DTM             | Audi Sport Team Phoenix        | 2  | Timo Scheider          | Tutte |
| Audi          | Audi RS5 DTM             | Audi Sport Team Abt Sportsline | 7  | Mattias Ekström        | Tutte |
| Audi          | Audi RS5 DTM             | Audi Sport Team Abt Sportsline | 8  | Miguel Molina          | Tutte |
| Audi          | Audi RS5 DTM             | Audi Sport Team Abt Sportsline | 15 | Edoardo Mortara        | Tutte |
| Audi          | Audi RS5 DTM             | Audi Sport Team Abt Sportsline | 16 | Adrien Tambay          | Tutte |
| Audi          | Audi RS5 DTM             | Audi Sport Team Rosberg        | 21 | Jamie Green            | Tutte |
| Audi          | Audi RS5 DTM             | Audi Sport Team Rosberg        | 22 | Nico Müller            | Tutte |
| BMW           | BMW M4 DTM               | BMW Team RBM                   | 3  | Augusto Farfus         | Tutte |
| BMW           | BMW M4 DTM               | BMW Team RBM                   | 4  | Joey Hand              | Tutte |
| BMW           | BMW M4 DTM               | BMW Team Schnitzer             | 9  | Bruno Spengler         | Tutte |
| BMW           | BMW M4 DTM               | BMW Team Schnitzer             | 10 | Martin Tomczyk         | Tutte |
| BMW           | BMW M4 DTM               | BMW Team MTEK                  | 17 | Timo Glock             | Tutte |
| BMW           | BMW M4 DTM               | BMW Team MTEK                  | 18 | António Félix da Costa | Tutte |
| BMW           | BMW M4 DTM               | BMW Team RMG                   | 23 | Marco Wittmann         | Tutte |
| BMW           | BMW M4 DTM               | BMW Team RMG                   | 24 | Maxime Martin          | Tutte |
| Mercedes-Benz | DTM AMG Mercedes C-Coupé | HWA Team                       | 5  | Christian Vietoris     | Tutte |
| Mercedes-Benz | DTM AMG Mercedes C-Coupé | HWA Team                       | 6  | Paul di Resta          | Tutte |
| Mercedes-Benz | DTM AMG Mercedes C-Coupé | HWA Team                       | 11 | Gary Paffett           | Tutte |
| Mercedes-Benz | DTM AMG Mercedes C-Coupé | HWA Team                       | 12 | Robert Wickens         | Tutte |
| Mercedes-Benz | DTM AMG Mercedes C-Coupé | HWA Team                       | 25 | Pascal Wehrlein        | Tutte |
| Mercedes-Benz | DTM AMG Mercedes C-Coupé | Mücke Motorsport               | 19 | Daniel Juncadella      | Tutte |
| Mercedes-Benz | DTM AMG Mercedes C-Coupé | Mücke Motorsport               | 20 | Vitalij Petrov         | Tutte |

### Cambi di piloti
Entrano nel DTM
- Il collaudatore BMW Maxime Martin viene promosso per correre sulla BMW Team RMG per la stagione 2014[4].
- Sia António Félix da Costa, sia Nico Müller, che conclusero rispettivamente 3° e 5° nella stagione 2013 delle World Series by Renault, raggiungono il DTM, guidando il primo per il BMW Team MTEK e il secondo per il Team Rosberg[4][11].
- L'ex pilota di Formula 1 Vitaly Petrov fa il suo ingresso in campionato alla guida di una Mercedes-Benz[10].

Escono dal DTM
- Filipe Albuquerque, che correva in Audi, passa al programma LMP e GT[11].
- Andy Priaulx, che guidava per BMW nel 2012 e 2013, lascia la serie e raggiunge la United SportsCar Championship[4].
- Dirk Werner, che correva in BMW nel 2012 e 2013, lascia la serie per passare al programma endurance della BMW nella 24 Ore del Nürburgring[4].
- Roberto Merhi, che guidava per Mercedes nel 2012 e 2013, lascia la serie per andare in Formula Renault 3.5 Series con il team Zeta Corse. Rimane comunque collaudatore e terzo pilota Mercedes[6].

## Calendario e risultati
Un calendario di dieci gare venne annunciato il 16 ottobre 2013.
| Round | Circuito       | Data         | Pole position     | Giro veloce       | Vincitore          | 2º posto           | 3º posto        | Team vincente                  |
| ----- | -------------- | ------------ | ----------------- | ----------------- | ------------------ | ------------------ | --------------- | ------------------------------ |
| 1     | Hockenheim I   | 4 maggio     | Adrien Tambay     | Martin Tomczyk    | Marco Wittmann     | Mattias Ekström    | Adrien Tambay   | BMW Team RMG                   |
| 2     | Oschersleben   | 18 maggio    | Marco Wittmann    | Miguel Molina     | Christian Vietoris | Mike Rockenfeller  | Edoardo Mortara | HWA Team                       |
| 3     | Hungaroring    | 1º giugno    | Marco Wittmann    | Nico Müller       | Marco Wittmann     | Miguel Molina      | Bruno Spengler  | BMW Team RMG                   |
| 4     | Norisring      | 29 giugno    | Robert Wickens    | Mattias Ekström   | Robert Wickens     | Jamie Green        | Mattias Ekström | HWA Team                       |
| 5     | Moscow Raceway | 13 luglio    | Maxime Martin     | Miguel Molina     | Maxime Martin      | Bruno Spengler     | Mattias Ekström | BMW Team RMG                   |
| 6     | Red Bull Ring  | 3 agosto     | Robert Wickens    | Mike Rockenfeller | Marco Wittmann     | Augusto Farfus     | Timo Glock      | BMW Team RMG                   |
| 7     | Nürburgring    | 17 agosto    | Marco Wittmann    | Marco Wittmann    | Marco Wittmann     | Mike Rockenfeller  | Edoardo Mortara | BMW Team RMG                   |
| 8     | Lausitzring    | 14 settembre | Pascal Wehrlein   | Timo Scheider     | Pascal Wehrlein    | Christian Vietoris | Timo Scheider   | HWA Team                       |
| 9     | Zandvoort      | 28 settembre | Mike Rockenfeller | Marco Wittmann    | Mattias Ekström    | Marco Wittmann     | Martin Tomczyk  | Audi Sport Team Abt Sportsline |
| 10    | Hockenheim II  | 19 ottobre   | Miguel Molina     | Marco Wittmann    | Mattias Ekström    | Mike Rockenfeller  | Jamie Green     | Audi Sport Team Abt Sportsline |

## Classifiche
Sistema di punteggio
I punti sono assegnati ai primi dieci classificati come segue:
| Pos.  | 1° | 2° | 3° | 4° | 5° | 6° | 7° | 8° | 9° | 10° |
| Punti | 25 | 18 | 15 | 12 | 10 | 8  | 6  | 4  | 2  | 1   |

### Classifica piloti
| Pos. | Pilota                 | HOC | OSC | HUN | NOR | MSC | RBR | NÜR | LAU | ZAN | HOC | Punti |
| ---- | ---------------------- | --- | --- | --- | --- | --- | --- | --- | --- | --- | --- | ----- |
| 1    | Marco Wittmann         | 1   | 19  | 1   | 6   | 4   | 1   | 1   | 6   | 2   | 5   | 156   |
| 2    | Mattias Ekström        | 2   | 13  | 9   | 3   | 3   | 7   | Rit | Rit | 1   | 1   | 106   |
| 3    | Mike Rockenfeller      | 4   | 2   | 10  | 8   | Rit | 13  | 2   | 10  | 15  | 2   | 72    |
| 4    | Christian Vietoris     | 15  | 1   | 20† | 21† | 7   | 9   | 6   | 2   | 5   | 14  | 69    |
| 5    | Edoardo Mortara        | 22† | 3   | 4   | 4   | 9   | 16  | 3   | 16  | 4   | 22† | 68    |
| 6    | Martin Tomczyk         | 7   | 9   | 13  | Rit | 13  | 4   | 8   | 8   | 3   | 7   | 49    |
| 7    | Maxime Martin          | 20  | 14  | 6   | 17  | 1   | 14  | 7   | 14  | 6   | Rit | 47    |
| 8    | Pascal Wehrlein        | 11  | Rit | 14  | 5   | 8   | Rit | 10  | 1   | 7   | 20† | 46    |
| 9    | Timo Scheider          | 9   | 7   | Rit | 10  | Rit | 5   | Rit | 3   | 9   | 6   | 44    |
| 10   | Jamie Green            | Rit | 18† | 7   | 2   | Rit | 8   | 14  | 17† | 14  | 3   | 43    |
| 11   | Bruno Spengler         | 6   | 12  | 3   | 11  | 2   | 10  | 12  | 15  | 16  | 12  | 42    |
| 12   | Robert Wickens         | 18  | Rit | 11  | 1   | 14  | SQ  | 9   | 5   | 8   | 17  | 41    |
| 13   | Augusto Farfus         | 8   | 5   | 21† | 14  | 10  | 2   | Rit | 7   | Rit | 16  | 39    |
| 14   | Adrien Tambay          | 3   | 10  | 5   | 9   | Rit | 6   | 11  | 18† | Rit | 19† | 36    |
| 15   | Paul di Resta          | 14  | 4   | 18  | 15  | Rit | 18  | 4   | Rit | Rit | 4   | 36    |
| 16   | Timo Glock             | 5   | Rit | 19  | 16  | 6   | 3   | 16  | Rit | 12  | 11  | 33    |
| 17   | Miguel Molina          | 13  | 6   | 2   | 22† | 12  | 11  | Rit | 9   | 18† | 8   | 32    |
| 18   | Daniel Juncadella      | 19  | Rit | 16  | 13  | 15  | 15  | 5   | 4   | 17  | 21† | 22    |
| 19   | Nico Müller            | 16  | 16  | 12  | 18  | 5   | 19  | Rit | Rit | Rit | 13  | 10    |
| 20   | Joey Hand              | 10  | 15  | 15  | 7   | 17  | 12  | 17  | 11  | 10  | 15  | 8     |
| 21   | António Félix da Costa | 21† | 11  | 8   | 20  | 11  | Rit | 13  | Rit | 13  | 9   | 6     |
| 22   | Gary Paffett           | 12  | 8   | Rit | 12  | 16  | 17  | 15  | 13  | 19† | 10  | 5     |
| 23   | Vitalij Petrov         | 17  | 17  | 17  | 19  | 18  | 20  | 18  | 11  | 12  | 18† | 0     |
| Pos. | Pilota                 | HOC | OSC | HUN | NOR | MSC | RBR | NÜR | LAU | ZAN | HOC | Punti |

| Legenda | 1º posto        | 2º posto            | 3º posto            | A punti      | Senza punti        | Grassetto=Pole position Corsivo=Giro più veloce |
| Legenda | Gara non valida | Non qual./Non part. | Ritirato/Non class. | Squalificato | "-" Dato non disp. | Grassetto=Pole position Corsivo=Giro più veloce |

### Classifica team
| Pos. | Team                           | N° | HOC | OSC | HUN | NOR | MSC | RBR | NÜR | LAU | ZAN | HOC | Punti |
| ---- | ------------------------------ | -- | --- | --- | --- | --- | --- | --- | --- | --- | --- | --- | ----- |
| 1    | BMW Team RMG                   | 23 | 1   | 19  | 1   | 6   | 4   | 1   | 1   | 6   | 2   | 6   | 203   |
| 1    | BMW Team RMG                   | 24 | 20  | 14  | 6   | 17  | 1   | 14  | 7   | 14  | 6   | Rit | 203   |
| 2    | Audi Sport Team Abt Sportsline | 7  | 2   | 13  | 9   | 3   | 3   | 7   | Rit | Rit | 1   | 1   | 138   |
| 2    | Audi Sport Team Abt Sportsline | 8  | 13  | 6   | 2   | 22† | 12  | 11  | Rit | 9   | 18† | 8   | 138   |
| 3    | Audi Sport Team Phoenix        | 1  | 4   | 2   | 10  | 8   | Rit | 13  | 2   | 10  | 15  | 2   | 116   |
| 3    | Audi Sport Team Phoenix        | 2  | 9   | 7   | Rit | 10  | Rit | 5   | Rit | 3   | 9   | 6   | 116   |
| 4    | HWA Team                       | 5  | 15  | 1   | 20† | 21† | 7   | 9   | 6   | 2   | 5   | 14  | 105   |
| 4    | HWA Team                       | 6  | 14  | 4   | 18  | 15  | Rit | 18  | 4   | Rit | Rit | 4   | 105   |
| 5    | Audi Sport Team Abt            | 15 | 22† | 3   | 4   | 4   | 9   | 16  | 3   | 16  | 4   | 22† | 104   |
| 5    | Audi Sport Team Abt            | 16 | 3   | 10  | 5   | 9   | Rit | 6   | 11  | 18† | Rit | 19† | 104   |
| 6    | BMW Team Schnitzer             | 9  | 6   | 12  | 3   | 11  | 2   | 10  | 12  | 15  | 16  | 12  | 91    |
| 6    | BMW Team Schnitzer             | 10 | 7   | 9   | 13  | Rit | 13  | 4   | 8   | 8   | 3   | 7   | 91    |
| 7    | Audi Sport Team Rosberg        | 21 | Rit | 18† | 7   | 2   | Rit | 8   | 14  | 17† | 14  | 3   | 53    |
| 7    | Audi Sport Team Rosberg        | 22 | 16  | 16  | 12  | 18  | 5   | 19  | Rit | Rit | Rit | 13  | 53    |
| 8    | BMW Team RBM                   | 3  | 8   | 5   | 21† | 14  | 10  | 2   | Rit | 7   | Rit | 16  | 47    |
| 8    | BMW Team RBM                   | 4  | 10  | 15  | 15  | 7   | 17  | 12  | 17  | 11  | 10  | 15  | 47    |
| 9    | HWA Team                       | 25 | 11  | Rit | 14  | 5   | 8   | Rit | 10  | 1   | 7   | 20† | 46    |
| 10   | HWA Team                       | 11 | 12  | 8   | Rit | 12  | 16  | 17  | 15  | 13  | 19† | 10  | 46    |
| 10   | HWA Team                       | 12 | 18  | Rit | 11  | 1   | 14  | SQ  | 9   | 5   | 8   | 17  | 46    |
| 11   | BMW Team MTEK                  | 17 | 5   | Rit | 19  | 16  | 6   | 3   | 16  | Rit | 12  | 11  | 39    |
| 11   | BMW Team MTEK                  | 18 | 21† | 11  | 8   | 20  | 11  | Rit | 13  | Rit | 13  | 9   | 39    |
| 12   | Mücke Motorsport               | 19 | 19  | Rit | 16  | 13  | 15  | 15  | 5   | 4   | 17  | 21† | 22    |
| 12   | Mücke Motorsport               | 20 | 17  | 17  | 17  | 19  | 18  | 20  | 18  | 12  | 11  | 18† | 22    |
| Pos. | Team                           | N° | HOC | OSC | HUN | NOR | MSC | RBR | NÜR | LAU | ZAN | HOC | Punti |

| Legenda | 1º posto        | 2º posto            | 3º posto            | A punti      | Senza punti        | Grassetto=Pole position Corsivo=Giro più veloce |
| Legenda | Gara non valida | Non qual./Non part. | Ritirato/Non class. | Squalificato | "-" Dato non disp. | Grassetto=Pole position Corsivo=Giro più veloce |

### Classifica costruttori
| Pos. | Costruttore   | HOC | OSC | HUN | NOR | MSC | RBR | NÜR | LAU | ZAN | HOC | Punti |
| ---- | ------------- | --- | --- | --- | --- | --- | --- | --- | --- | --- | --- | ----- |
| 1    | Audi          | 47  | 48  | 49  | 52  | 27  | 28  | 39  | 28  | 39  | 70  | 411   |
| 2    | BMW           | 54  | 12  | 52  | 14  | 64  | 71  | 35  | 18  | 42  | 18  | 380   |
| 3    | Mercedes-Benz | 0   | 41  | 0   | 35  | 10  | 2   | 33  | 65  | 20  | 20  | 219   |
| Pos. | Costruttore   | HOC | OSC | HUN | NOR | MSC | RBR | NÜR | LAU | ZAN | HOC | Punti |